# 2000 DG8
2000 DG8 è un centauro oscuro e damocloide posto su di un'orbita retrograda e altamente eccentrica proveniente dalla regione esterna del Sistema Solare. È stato osservato per la prima volta il 25 febbraio 2000 dagli astronomi tramite il programma LINEAR presso l'ETS del Lincoln Lab vicino a Socorro, nel Nuovo Messico, negli Stati Uniti. Dal 2001 non è stato più osservato. L'oggetto insolito misura circa 16 km di diametro.

## Scoperta
2000 DG8 venne osservato per la prima volta il 25 febbraio 2000 dagli astronomi del Lincoln Near-Earth Asteroid Research (LINEAR) presso il Lincoln Laboratory's Experimental Test Site vicino a Socorro, New Mexico, Stati Uniti.

## Orbita e classificazione
2000 DG8 è membro di una classe dinamicamente instabile di centauri e democloidi. A causa della sua superficie scura e dell'orbita cometaria, è probabile che si tratti di una cometa dormiente.
Orbita attorno al Sole tra 2,2-19,3 AU una volta ogni 35 anni e 4 mesi (12.893 giorni; asse semi-maggiore di 10.76 AU). L'orbita ha un'alta eccentricità pari a 0,79 e un'inclinazione di 129° rispetto all'eclittica. Con un'inclinazione superiore a 90°, è uno dei circa 100 pianeti minori noti con un'orbita retrograda attorno al Sole. L'oggetto ha anche un parametro negativo di Tisserand.
L'arco di osservazione del corpo inizia con la sua prima osservazione a Socorro nel febbraio 2000. Venne osservato per l'ultima volta nel 2001 quando è passato al perielio, il cui successivo passaggio avverrà nell'aprile 2036.

## Caratteristiche fisiche
Secondo le osservazioni radiometriche pubblicate nel 2001 e nel 2005, 2000 DG8 misura tra 15,6 e 17,28 chilometri di diametro, con un'albedo corrispondente rispettivamente 0,053 e 0,027. A partire dal 2018, nessuna osservazione della luce rotazionale di questo oggetto è stata ottenuta da osservazioni fotometriche. Il periodo di rotazione, il polo e la forma dell'oggetto rimangono sconosciuti.

## Numerazione e denominazione
Questo pianeta minore non è stato numerato dal Minor Planet Center e rimane senza nome.